# Eurya pentastyla
Eurya pentastyla är en tvåhjärtbladig växtart som beskrevs av Clarence Emmeren Kobuski. Eurya pentastyla ingår i släktet Eurya och familjen Pentaphylacaceae. Inga underarter finns listade i Catalogue of Life.